# Stuart Hamm
Stuart "Stu" Hamm (nacido el 8 de febrero de 1960) es un bajista estadounidense conocido por su trabajo en grabaciones y en vivo con numerosos artistas así como por su virtuosismo y sus grabaciones como solista.

## Años tempranos
Nacido en Nueva Orleans, Hamm pasó su niñez y adolescencia en Champaign, Illinois, donde estudió bajo y piano tocando para la banda de la Champaign High School y fue seleccionado para la banda del estado de Illinois. Hamm se graduó en la Hanover High en Hanover, Nueva Hampshire en 1978 mientras vivía en Norwich, Vermont. Continuando sus estudios estuvo en el Berklee College of Music en Boston en donde conoció al guitarrista Steve Vai y mediante él a Joe Satriani. Hamm fue el bajista del álbum debut de Vai, Flex-Able, que fue lanzado en 1984. 
Hamm tocó y grabó con Steve Vai, Frank Gambale, Joe Satriani y muchos otros prestigiosos guitarristas. Fue a tocar en vivo en un tour con Joe Satriani lo que llevó sus habilidades al centro de la atención. 
Sus siguientes grabaciones con Satriani y otros artistas de rock/fusion sumado a sus trabajos como solista solidificaron su reputación como un gran bajista e intérprete.

## Estilo
El primer trabajo solista de Hamm, llamado Radio Free Albemuth, inspirado en la novela de Philip K. Dick del mismo nombre, fue lanzado en 1988. En él, Hamm demostraba sus habilidades en una numerosas composiciones originales que atravesaban una amplia variedad de géneros incluyendo fusion, country y clásico. En algunas piezas como "Country Music (A night in Hell)" se ve claramente su capacidad para hacer que el bajo imite los sonidos de una gran cantidad de instrumentos. Esta se ha convertido en un popular tema en vivo. En el mismo álbum, interpreta un arreglo del "Claro de Luna" de Beethoven. 
Al principio de su carrera, Hamm estaba asociado con la fábrica de bajos Philip Kubicki. Más tarde, Fender produjo dos modelos de bajos eléctricos con su firma: el "Urge Bass" y el "Urge II Bass." 
Actualmente Hamm vive en San Francisco con su esposa e hija. 

## Discografía (no completa)

### Como solista
- Radio Free Albemuth (1988)
- Kings of Sleep (1989)
- The Urge (1991)
- Outbound (2000)
- Live Stu X 2 (2007)
- Just Outside of Normal (2010)
- The Book of Lies (2015)

#### Con Frank Gambale
- The Great Explorers (1990)

#### Con Frank Gambale y Steve Smith
- Show Me What You Can Do (1998)
- The Light Beyond (2000)
- GHS3 (2003)

#### Con Joe Satriani
- Dreaming #11 (1988) -- Tracks 2-4
- Flying in a Blue Dream (1989) -- Track 5 (slap bass solo)
- Time Machine (1993)
- Crystal Planet (1998)
- Live in San Francisco (2001)

#### Con Joe Satriani, Eric Johnson, and Steve Vai
- G3 Live in Concert (1997) -- Tracks 1-3==))

```
   (( Outbound )) (2000) Songs = 1 Outbound, 2 Remember, 3 Castro  Hustle, 4 Star Spangled Banner, 5 Memo, 6 Tenacity of Genes and Dreams, 7 Charlotte's song, 8 Better World, 9 Further Down Market, 10 Lydian (Just Enough for the City) 
```

```
             
http://www.cduniverse.com/search/xx/music/pid/1222238/a/Outbound.htm
```

#### Con Steve Vai
- Flex-Able (1984)
- Passion and Warfare (1990)
- Fire Garden (1996) -- Track 3

#### Con otros artistas
- Richie Kotzen, Richie Kotzen (1989)
- Michael Schenker Group, Arachnophobiac (2003)
- Working Man, un álbum tributo a Rush, tracks 7, 10, 11 (1996)
- George Lynch, Gregg Bissonette y Vince Neil, para Bat's Head Soup, un álbum tributo a Ozzy Osbourne, track 9, "Paranoid" (2006)
- Caifanes en El nervio del volcán (album), track 8 Quisiera Ser Alcohol. Gira por Estados Unidos, como en "Live at the Vatican" (5/Nov/1993)
- La Firma en Happy 20's (album), track 5 Perdona Mis Errores Ft. Alejandro Marcovich (2017)

## Videos instructivos
- Slap, Pop & Tap For The Bass (1987)
- Deeper Inside the Bass (1988?)